# Tadeusz Siedlecki (działacz turystyczny)

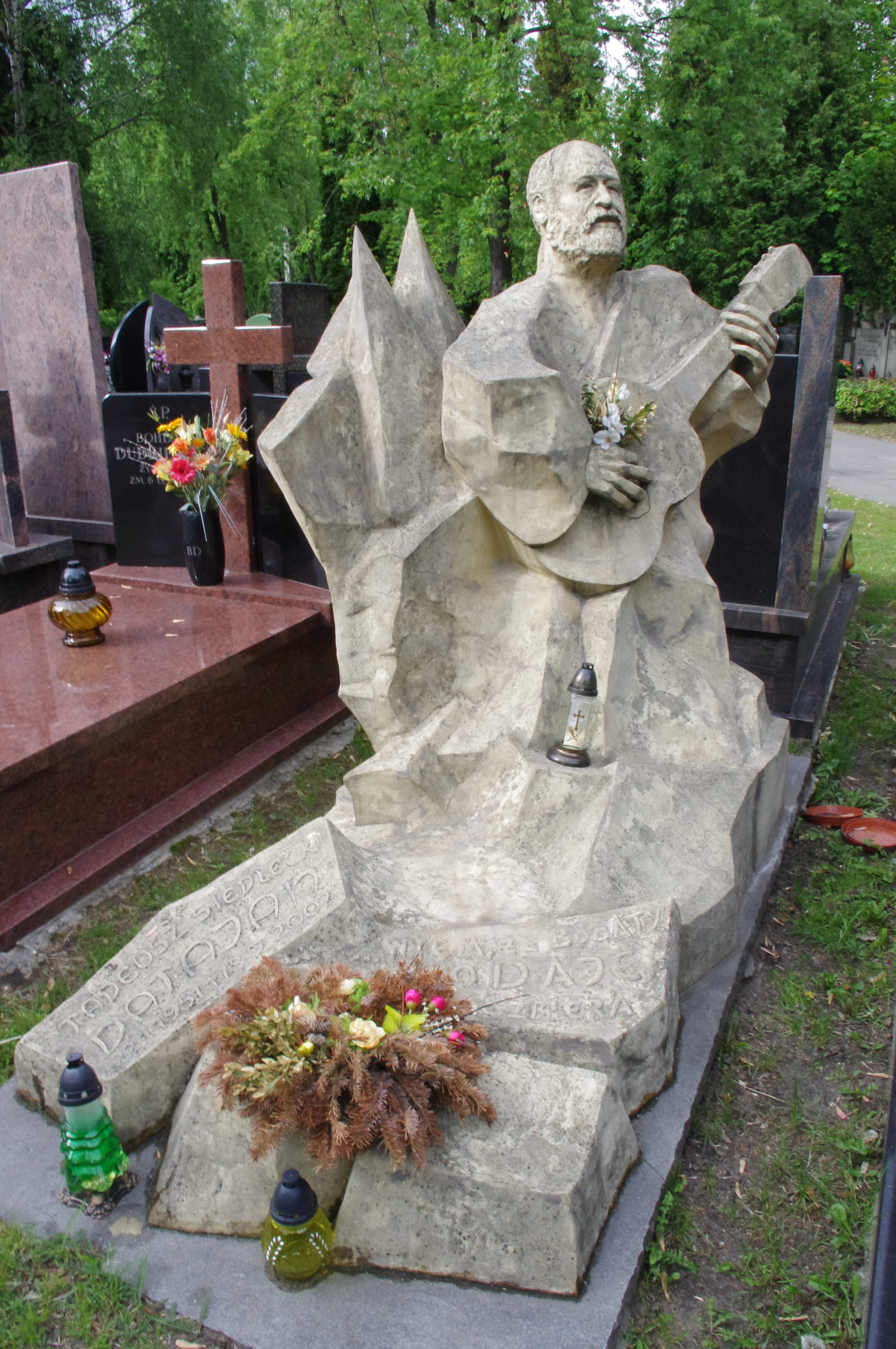
Grób działacza turystycznego Tadeusza Siedleckiego „Datajana” na Cmentarzu Wojskowym na Powązkach w Warszawie

Tadeusz Siedlecki pseud. Datajan, Tadeusz Datajan (ur. 1951, zm. 18 września 2002) – polski działacz turystyczny, propagator piosenki turystycznej, muzyk.
Twórca i prezes Klubu Turystycznego „Datajana” w latach 1980–1982, 1983–1984, 1985–1986, 1988–1990. 
Inicjator, działającej w latach 1983–1988 w Białowieży, Młodzieżowej Akademii Turystyki, w której, w ciągu pięciu lat dodatkowe uprawnienia Młodzieżowych Strażników Ochrony Przyrody zdobyło prawie 800 młodych osób. Była ona swoistym eksperymentem pedagogicznym, w którym – według koncepcji Datajana – kadrę wychowawczą tworzyć miała tak zwana „trudna młodzież”. 
Współorganizator odbywających się od 1984 r., Ogólnopolskiej Giełdy Piosenki Turystycznej.
Pochowany na Cmentarzu Wojskowym na Powązkach w Warszawie (kwatera G-15-4). 

## Wybrane utwory
- Najważniejsze cel w życiu mieć (sł. Beata Skrzyńska, muz. Tadeusz Datajan)
- Pieśń Clocharda (sł. Anna Mieczyńska, muz. Tadeusz Datajan, Jerzy Bołaszewski)
- Na szlak idź (sł. Beata Skrzyńska, muz. Tadeusz Datajan)
- Szarzy ludzie (sł. Anna Mieczyńska, muz. Tadeusz Datajan, Jerzy Bołaszewski)
- Barwy świtu  (sł.  S.Lewandowski, muz. Tadeusz Datajan)
- Powsinoga  (sł. Ludmiła Marjańska, muz. Tadeusz Datajan)
- Piotrusiowi  (sł. Anna Mieczyńska, muz. Tadeusz Datajan)
- Coctail turystyczny (sł. w oprac. Tadeusz Datajan, muz. Tadeusz Datajan, Piotr Golla)
- Grosza nie mam  (sł. autor nieznany, muz. Tadeusz Datajan)
- Przy harcerskim ognisku (sł. Tadeusz Kubiak, muz. Tadeusz Datajan)